# Бонниер, Юнас
Тор Юнас Гуннар Бонниер (швед. Tor Jonas Gunnar Bonnier, 10 декабря 1963, Стокгольм, Швеция) — шведский писатель и менеджер.

## Биография
Юнас Бонниер родился в семье книгоиздателя Лукаса Бонниера. Он был исполнительным директором Bonnier Tidskrifter и Bonnier Magazine Group. С 2008 по 2014 годы Юнас был генеральным директором Bonnier Group. Бонниер входит в совет директоров Bonniers Konsthall и является председателем журналистской премии Stora journalistpriset.